# Евстахий II де Гренье
Евстахий II Гренье (Eustache II Granarius [Garnier]) (ум. 1131) – сеньор  Сидона с 1123.
Сын Евстахия I Гренье, сеньора Цезареи и Сидона, и его жены Эммы, племянницы иерусалимского патриарха Арнуля де Шока. Они поженились между августом и декабрём 1099 года, поэтому можно предположить, что Евстахий II родился не ранее 1100 года (иногда указывается 1104).
Под именем Eustachium Granerium упоминается в документах 1126—1130 гг. После смерти отца унаследовал Сидон, а его брат Готье (согласно Вильгельму Тирскому, они были близнецами) — Цезарею (Кесарию).
Жена — Папия, происхождение не выяснено. Предполагаемый единственный ребёнок — дочь Агнесса, жена Генриха де Милли, сына Ги де Милли — сеньора Наблуса.
Евстахий II Гренье умер в 1131 году не позднее сентября. После его смерти сеньорию Сидон унаследовал младший брат — Жеро. Третий брат, вышеупомянутый Готье, тоже упоминается сеньором Сидона в документе, датированном 21 сентября 1131 г. — . «Galterius cognomento Granerius, Cæsareæ et Sydoniæ dominus». Возможно, он по какой-то причине временно управлял городом.
Вильгельм Тирский по неизвестным причинам отождествляет Евстахия II Гренье и Жеро Гренье - его преемника.